# カークウッド (小惑星)
カークウッド (1578 Kirkwood) は小惑星帯に位置する小惑星。1951年1月10日、インディアナ小惑星計画 (Indiana Asteroid Program) によりゲーテ・リンク天文台で発見された。
アメリカ合衆国の天文学者でインディアナ大学の教授を務めたダニエル・カークウッド（Daniel Kirkwood, 1814年 - 1895年）に因んで命名された。